# Grand Prix Formule 1 van Groot-Brittannië 1989
De Grand Prix Formule 1 van Groot-Brittannië 1989 werd gehouden op 16 juli 1989 op Silverstone.

## Uitslag
| Positie | Nummer | Rijder                | Team                  | Ronden | Tijd/Opgave     | Startplaats | Punten |
| ------- | ------ | --------------------- | --------------------- | ------ | --------------- | ----------- | ------ |
| 1       | 2      | Alain Prost           | McLaren-Honda         | 64     | 1:19:22.131     | 2           | 9      |
| 2       | 27     | Nigel Mansell         | Ferrari               | 64     | + 19.369        | 3           | 6      |
| 3       | 19     | Alessandro Nannini    | Benetton-Ford         | 64     | + 48.019        | 9           | 4      |
| 4       | 11     | Nelson Piquet         | Lotus-Judd            | 64     | + 1:06.735      | 10          | 3      |
| 5       | 23     | Pierluigi Martini     | Minardi-Ford          | 63     | + 1 Ronde       | 11          | 2      |
| 6       | 24     | Luis Perez-Sala       | Minardi-Ford          | 63     | + 1 Ronde       | 15          | 1      |
| 7       | 26     | Olivier Grouillard    | Ligier-Ford           | 63     | + 1 Ronde       | 24          |        |
| 8       | 12     | Satoru Nakajima       | Lotus-Judd            | 63     | + 1 Ronde       | 16          |        |
| 9       | 9      | Derek Warwick         | Arrows-Ford           | 62     | + 2 Rondes      | 19          |        |
| 10      | 5      | Thierry Boutsen       | Williams-Renault      | 62     | + 2 Rondes      | 7           |        |
| 11      | 20     | Emanuele Pirro        | Benetton-Ford         | 62     | + 2 Rondes      | 26          |        |
| 12      | 37     | Bertrand Gachot       | Onyx-Ford             | 62     | + 2 Rondes      | 21          |        |
| NF      | 15     | Maurício Gugelmin     | March-Judd            | 54     | Versnellingsbak | 6           |        |
| NF      | 7      | Martin Brundle        | Brabham-Judd          | 49     | Motor           | 20          |        |
| NF      | 28     | Gerhard Berger        | Ferrari               | 49     | Brand           | 4           |        |
| NF      | 29     | Éric Bernard          | Larrousse-Lamborghini | 46     | Motor           | 13          |        |
| NF      | 30     | Philippe Alliot       | Larrousse-Lamborghini | 39     | Motor           | 12          |        |
| NF      | 3      | Jonathan Palmer       | Tyrrell-Ford          | 32     | Spin            | 18          |        |
| NF      | 8      | Stefano Modena        | Brabham-Judd          | 31     | Motor           | 14          |        |
| NF      | 4      | Jean Alesi            | Tyrrell-Ford          | 28     | Spin            | 22          |        |
| NF      | 17     | Nicola Larini         | Osella-Ford           | 23     | Handling        | 17          |        |
| NF      | 6      | Riccardo Patrese      | Williams-Renault      | 19     | Spin            | 5           |        |
| NF      | 16     | Ivan Capelli          | March-Judd            | 15     | Transmissie     | 8           |        |
| NF      | 22     | Andrea de Cesaris     | Dallara-Ford          | 16     | Motor           | 25          |        |
| NF      | 1      | Ayrton Senna          | McLaren-Honda         | 11     | Spin            | 1           |        |
| NF      | 31     | Roberto Moreno        | Coloni-Ford           | 2      | Versnellingsbak | 23          |        |
| NQ      | 25     | René Arnoux           | Ligier-Ford           |        |                 |             |        |
| NQ      | 10     | Eddie Cheever         | Arrows-Ford           |        |                 |             |        |
| NQ      | 40     | Gabriele Tarquini     | AGS-Ford              |        |                 |             |        |
| NQ      | 38     | Christian Danner      | Rial-Ford             |        |                 |             |        |
| PQ      | 36     | Stefan Johansson      | Onyx-Ford             |        |                 |             |        |
| PQ      | 21     | Alex Caffi            | Dallara-Ford          |        |                 |             |        |
| PQ      | 33     | Gregor Foitek         | EuroBrun-Judd         |        |                 |             |        |
| PQ      | 18     | Piercarlo Ghinzani    | Osella-Ford           |        |                 |             |        |
| PQ      | 41     | Yannick Dalmas        | AGS-Ford              |        |                 |             |        |
| PQ      | 34     | Bernd Schneider       | Zakspeed-Yamaha       |        |                 |             |        |
| PQ      | 32     | Pierre-Henri Raphanel | Coloni-Ford           |        |                 |             |        |
| PQ      | 35     | Aguri Suzuki          | Zakspeed-Yamaha       |        |                 |             |        |
| PQ      | 39     | Volker Weidler        | Rial-Ford             |        |                 |             |        |

## Wetenswaardigheden
- Minardi moest drie punten scoren om de rest van het seizoen de pre-kwalificaties te vermijden. Ze sloegen hier met een vijfde plaats voor Pierluigi Martini en een zesde voor Luis Perez-Sala in. Hierdoor raakte Onyx niet uit de pre-kwalificaties.

## Statistieken
| Pole-position | Ayrton Senna  | McLaren-Honda | 1:09.099 |
| Snelste ronde | Nigel Mansell | Ferrari       | 1:12.017 |

1926 · 1927 · 1948 · 1949 · 1950 · 1951 · 1952 · 1953 · 1954 · 1955 · 1956 · 1957 · 1958 · 1959 · 1960 · 1961 · 1962 · 1963 · 1964 · 1965 · 1966 · 1967 · 1968 · 1969 · 1970 · 1971 · 1972 · 1973 · 1974 · 1975 · 1976 · 1977 · 1978 · 1979 · 1980 · 1981 · 1982 · 1983 · 1984 · 1985 · 1986 · 1987 · 1988 · 1989 · 1990 · 1991 · 1992 · 1993 · 1994 · 1995 · 1996 · 1997 · 1998 · 1999 · 2000 · 2001 · 2002 · 2003 · 2004 · 2005 · 2006 · 2007 · 2008 · 2009 · 2010 · 2011 · 2012 · 2013 · 2014 · 2015 · 2016 · 2017 · 2018 · 2019 · 2020 · 2021 · 2022 · 2023 · 2024 · 2025 · 2026 · 2027 · 2028 · 2029 · 2030 · 2031 · 2032 · 2033 · 2034